# Castelnou (Pyrénées-Orientales)
Castelnou település Franciaországban, Pyrénées-Orientales megyében. Lakosainak száma 286 fő (2022. január 1.). Castelnou Saint-Féliu-d’Amont, Thuir, Sainte-Colombe-de-la-Commanderie, Terrats, Montauriol, Caixas, Camélas és Saint-Féliu-d’Avall községekkel határos.

## Földrajz

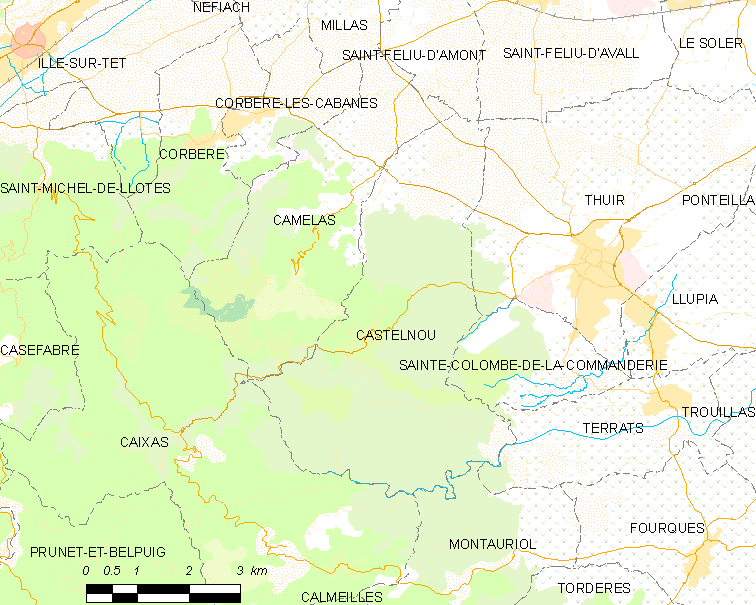
Castelnou és környéke

## Népesség
A település népességének változása:
| Lakosok száma | 341  | 328  | 336  | 315  | 304  | 293  | 289  | 286  | 286  |
|               | 2013 | 2015 | 2016 | 2017 | 2018 | 2019 | 2020 | 2021 | 2022 |